# Прель-э-Тьерни
Прель-э-Тьерни́ (фр. Presles-et-Thierny) — коммуна во Франции, находится в регионе Пикардия. Департамент коммуны — Эна. Входит в состав кантона Лан-2. Округ коммуны — Лан.
Код INSEE коммуны — 02621.

## Население
Население коммуны на 2010 год составляло 383 человека.
| 1962 | 1968 | 1975 | 1982 | 1990 | 1999 | 2010 |
| ---- | ---- | ---- | ---- | ---- | ---- | ---- |
| 275  | 279  | 308  | 338  | 325  | 344  | 383  |

## Экономика
В 2010 году среди 264 человек трудоспособного возраста (15—64 лет) 187 были экономически активными, 77 — неактивными (показатель активности — 70,8 %, в 1999 году было 70,2 %). Из 187 активных жителей работали 172 человека (88 мужчин и 84 женщины), безработных было 15 (7 мужчин и 8 женщин). Среди 77 неактивных 27 человек были учениками или студентами, 35 — пенсионерами, 15 были неактивными по другим причинам.